# Lyciasalamandra atifi
Espèce
Synonymes
- Mertensiella luschani atifi Basoglu, 1967
- Lyciasalamandra atifi bayrami Yildiz & Akman, 2015

Statut de conservation UICN

 EN B1ab(iii) : En danger
Lyciasalamandra atifi est une espèce d'urodèles de la famille des Salamandridae. 

## Répartition
Cette espèce est endémique de la province d'Antalya en Turquie. Elle se rencontre d'Alanya à Selge entre 190 et 1 300 m d'altitude,.

## Description
Cette espèce mesure jusqu'à 181 mm.

## Publication originale
- Başoğlu, 1967 : On a third form of Mertensiella luschani (Steindachner). Amphibia, Salamandridae. Ege Üniversitesi Fen Fakültesi Ilmi Raporlar Serisi, Izmir, vol. 44, p. 3-11.